# Bruce M. Allender
Pour les articles homonymes, voir Allender.
Bruce M. Allender est un phycologue.
Forme standard IPNI: Allender

## Publications
- (en) Allender B.M. & Kraft G.T., 1983. The marine algae of Lord Howe Island (New South Wales): the Dictyotales and Cutleriales (Phaeophyta). Brunonia 6: 73–130, 29 figs.